# Gilberto Pereira Lopes
Gilberto Pereira Lopes (Santaluz, 14 de fevereiro de 1927) é um bispo católico e Arcebispo Emérito da Arquidiocese de Campinas.

## Biografia
Em 1937, a família de D. Gilberto se mudou para Petrolina. Frequentou o Seminário Menor em Petrolina. Cursou Filosofia e Teologia em Olinda, tendo como reitor o Padre Luís do Amaral Mousinho, futuro Bispo e primeiro Arcebispo de Ribeirão Preto. Foi ordenado presbítero na Catedral de Petrolina, no dia 4 de dezembro de 1949 por Dom Avelar Brandão Vilela, então Bispo de Petrolina. Em 1955, atendendo convite de seu antigo Reitor, Dom Luiz Mousinho, transferiu-se para Ribeirão Preto, onde foi Vigário Cooperador da Catedral, Reitor do Seminário “Maria Imaculada” e Cura da Catedral. Incardinado na Arquidiocese de Ribeirão Preto em 1958, foi constituído Cônego Teologal do Cabido Metropolitano. Em 1961 e 1962 cursou Pedagogia no Instituto Católico de Paris. 
No dia 3 de novembro de 1966 foi nomeado Bispo de Ipameri, tendo recebido a Ordenação Episcopal a 18 de dezembro de 1966, das mãos do Núncio Apostólico Dom Sebastião Baggio. Foram co-sagrantes Dom Fernando Gomes e Dom David Picão. Escolhendo como seu lema "Mysterium Christi Praedicare" (Anunciar o Mistério de Cristo). Tomou posse da Diocese em 2 de fevereiro de 1967.
Em 1970 foi nomeado para o Conselho Nacional do Movimento de Educação de Base – MEB, da Conferência Nacional dos Bispos do Brasil - CNBB. Em 1974 assumiu a Coordenação da Linha VI – CNBB, e após assumiu a Comissão Episcopal de Pastoral da CNBB, sendo eleito Secretário Geral do Regional Centro-Oeste da CNBB. Em 1975 foi eleito membro da Comissão Episcopal da Ação Social da CNBB e, no mesmo ano, membro da Comissão Episcopal de Ação Social do CELAM.
No dia 24 de dezembro de 1975 foi nomeado Arcebispo Coadjutor de Campinas, com direito à sucessão de Dom Antônio Maria Alves de Siqueira, pelo Papa Paulo VI, tomando posse no dia 7 de março de 1976. 
Em julho de 1977, Dom Gilberto Pereira Lopes, em companhia do Padre Francisco de Paula Cabral Vasconcellos, visitou a Diocese Irmã de Macapá, para participar da Assembléia Diocesana e do Curso para Dirigentes de Comunidades sobre Diversificação dos Ministérios. No dia 25 de agosto de 1977, foi constituída em Campinas a Comissão Arquidiocesana de Justiça e Paz, que teve papel imprescindível durante o Regime Militar. Na Assembléia Extraordinária dos Bispos do Brasil, em abril de 1978, Dom Gilberto, juntamente com Dom Paulo Evaristo Arns e Dom Luciano Mendes de Almeida, foi eleito Delegado do Brasil para a 3ª Conferência Geral do Episcopado Latino-Americano, realizada em Puebla, no México.
Com a renúncia de Dom Antônio Maria Alves de Siqueira, no dia 26 de janeiro de 1980, Dom Gilberto Pereira Lopes recebeu através da Nunciatura Apostólica, Decreto da Administração Apostólica da Sagrada Congregação dos Bispos, assinado pelo Prefeito da Congregação -  Dom Sebastião Baggio e do Secretário - Dom Frei Lucas Moreira Neves, OP, onde o Papa João Paulo II nomeava e constituía Dom Gilberto Pereira Lopes, Arcebispo Titular de Aurusuliana e Administrador Apostólico “Sede Plena” da Arquidiocese de Campinas. Aos 7 de março de 1980 com posse canônica na Catedral Metropolitana e no Consistório em 24 de maio do mesmo ano realizado no Vaticano. Aos 10 de fevereiro de 1982 foi nomeado e empossado Arcebispo Metropolitano de Campinas recebendo o Pálio, por procurador.
Na sua palavra de posse, Dom Gilberto Pereira Lopes já fazia alusão ao que seria um sério problema a ser enfrentado: a administração da Pontifícia Universidade Católica de Campinas.
Em 1981, na Assembléia do Regional Sul 1, Dom Gilberto Pereira Lopes foi escolhido para ser o representante do Regional na CNBB. Recebeu, ainda, nomeação do Papa João Paulo II como Membro da Congregação para Educação Católica (Seminários e Institutos de Estudos), através de carta da Secretaria de Estado do Vaticano datada em 5 de abril de 1989, pelo período de cinco anos. De 18 a 25 de abril de 1989, Dom Gilberto Pereira Lopes foi representante do Brasil no 3º Congresso Internacional sobre Universidade Católica, realizado em Roma, com 175 representantes de todo o mundo. A preocupação e zelo que sempre teve com seus irmãos no sacerdócio fez com que Dom Gilberto Pereira Lopes criasse a Sociedade Beneficente João Paulo II, com finalidade de gerir a “Casa do Padre”, construída para acolher sacerdotes da Arquidiocese já aposentados e idosos, como também padres necessitados de moradia permanente ou temporária. Dom Gilberto Pereira Lopes é o Presidente desta Sociedade. A Casa do Padre foi inaugurada oficialmente em 4 de outubro de 1991.
Um dos momentos marcantes do seu pastoreio aconteceria a partir de 9 de outubro de 1988 quando, em Assembléia Geral, a Igreja Arquidiocesana de Campinas assumiu a realização de uma Revisão Ampla de toda a sua ação pastoral. A Abertura Oficial da Revisão Ampla se deu no dia 23 de março de 1989, na Catedral Metropolitana, na celebração da Quinta-feira Santa, apresentou a “Carta Pastoral por Ocasião da Abertura Oficial da Revisão Ampla - RA”. Foi um processo de três anos com participação intensa de toda Igreja de Campinas, que resultou no Documento “Uma Igreja respondendo aos Novos Desafios”, um guia para a ação pastoral da Arquidiocese. A Revisão Ampla apontou os caminhos para elaboração do 4º e 5º Planos de Pastoral  da Arquidiocese de Campinas e foi instrumento da ação pastoral Arquidiocesano ao longo desses anos. Dom Gilberto Pereira Lopes teve sempre o perfil de um administrador que trabalha de forma colegiada. Logo após o encerramento da Revisão Ampla, a primeira medida foi a criação da Coordenação Colegiada de Pastoral - CCP, com representação de todos os segmentos da Igreja de Campinas. A CCP substituiu o Conselho Arquidiocesano de Pastoral – CAP, assumindo papel de governo junto com o Arcebispo. Junto com os Vigários Episcopais, reestruturou e deu novo ânimo aos Conselhos  - Episcopal Arquidiocesano de Campinas, dos seus Presbíteros, Administrativos e de Leigos, que também auxiliaram o Arcebispo no governo da Arquidiocese.
Atento à vontade do povo, restabeleceu a Festa da Padroeira da Arquidiocese de Campinas, Nossa Senhora da Imaculada Conceição, aos 8 de dezembro de 1993. No mesmo ano -  Totalmente dedicado à Missão, culminou numa grande festa de encerramento no dia 21 de novembro do mesmo ano, em Sumaré - com a grande Jornada Missionária. Na mesma linha, porém com maior intensidade, aconteceu em 1997 o Ano Missionário, quando o povo católico foi para as ruas, em um grande mutirão de evangelização, para anunciar Jesus Cristo e ser presença amiga e acolhedora junto à população da Arquidiocese de Campinas. 
Além disso, Dom Gilberto Pereira Lopes apoiou fundação da Casa de São Francisco e de Santa Clara na Arquidiocese de Campinas, sob a administração da Cáritas Arquidiocesana. O objetivo dessas Casas é o de acolher, encaminhar e ser um centro de cultura para os moradores de rua que vivem na cidade de Campinas.
Em 1993, Dom Gilberto Pereira Lopes criou a Assessoria Arquidiocesana de Comunicação, uma equipe para assessorá-lo junto aos Meios de Comunicação, reformulando o boletim “A Tribuna” - veículo de auxílio para toda a Arquidiocese de Campinas. 
Estabeleceu a separação dos estudantes seminaristas de Filosofia e Teologia. Para o Seminário de Filosofia, construiu um prédio no Jardim Santa Genebra e para o Seminário de Teologia, aceitou uma casa cedida pela Paróquia Nossa Senhora das Graças, na Vila Nova. Em 1998, terminou a construção de um moderno prédio para o Seminário de Teologia no Parque São Quirino, que foi inaugurado pelo Núncio Apostólico do Brasil, Dom Alfio Rapisarda. 
Em 1998 a cidade-sede da Arquidiocese de Campinas, foi escolhida pela Assembléia da CNBB para sediar o 14º Congresso Eucarístico Nacional, realizado de 14 a 21 de julho de 2001.
Em 2002, ao completar 75 anos de idade, Dom Gilberto apresentou ao Papa João Paulo II sua renúncia. A renúncia foi aceita no dia 2 de junho de 2004, sendo seu sucessor o então Bispo de Bragança Paulista, Dom Bruno Gamberini. No dia de sua posse em 1º de agosto de 2004, conferiu a Dom Gilberto as Faculdades de Vigário Geral da Arquidiocese de Campinas.
Por conta de estar com idade avançada, decidiu permanecer morando em Campinas enquanto Arcebispo Emérito. Dom Gilberto continua com uma vida clerical ativa, celebrando semanalmente na Catedral Metropolitana de Campinas e em diversos outros locais.